# Wolfgang Kramer

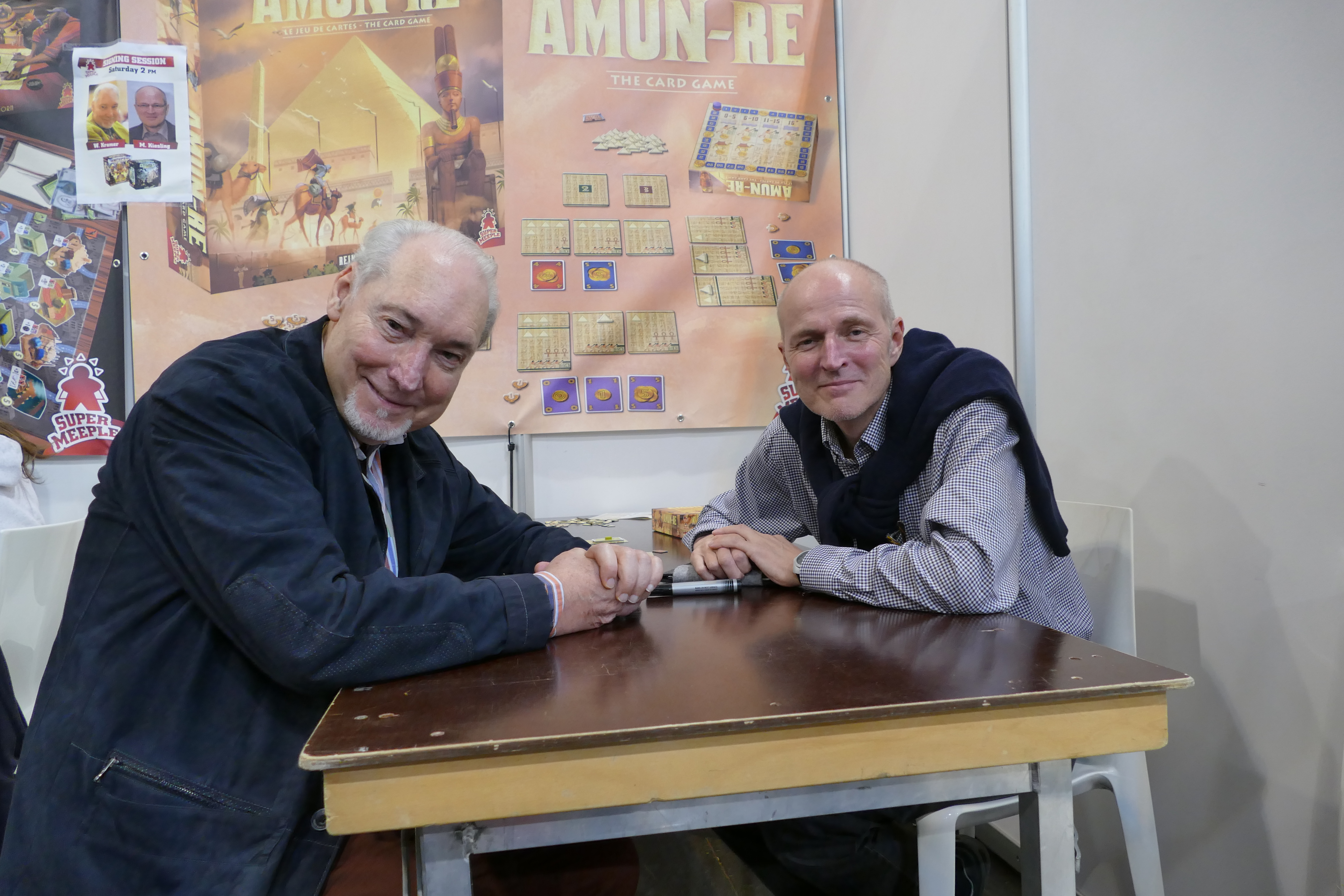
Die deutschen Spieleautoren Wolfgang Kramer (links) und Michael Kiesling auf der Spiel 2017 in Essen

Wolfgang Kramer (* 29. Juni 1942 in Stuttgart) ist ein deutscher Spieleautor.

## Leben
Kramer verließ das Gymnasium nach der elften Klasse, um eine kaufmännische Ausbildung zu absolvieren. Danach arbeitete er 27 Jahre lang bei der Kfz-Zuliefererfirma Bosch. 1988 kündigte er, ließ sich jedoch ein dreijähriges Rückkehrrecht einräumen. Der gelernte Betriebswirt und Informatiker wurde selbständig und ist seit 1989 hauptberuflich mit dem Entwickeln von Brett- und Kartenspielen beschäftigt. Er gilt als einer der bedeutendsten Vertreter des weltweit anerkannten deutschsprachigen Autorenspieles. 
Insgesamt hat Kramer mehr als 100 Spiele veröffentlicht. Fünfmal erhielt er die begehrte Auszeichnung Spiel des Jahres. Als Autor von Rätselbüchern („Der Palast der Rätsel“, „Die Rätsel der Pyramide“) hat sich Kramer ebenfalls einen Namen gemacht.
Zu den Besonderheiten der Kramer-Spiele gehört, dass sie oftmals in Zusammenarbeit mit anderen Autoren entstehen. Kramer gründete 1989 das KRAG-Team zur Entwicklung von kommunikativen Spielen. Das Spiel des Jahres 1996 El Grande wurde gemeinsam mit Richard Ulrich, die Spiele Tikal und Torres gemeinsam mit Michael Kiesling entwickelt.
2020 wurde er in die Hall of Fame des Origins Award aufgenommen.

## Kramerleiste

Kramerleiste aus Heimlich & Co.

Nach Wolfgang Kramer ist die Kramerleiste benannt: In seinem 1984 erschienenen Spiel Heimlich & Co. ist am Rande des Spielbrettes eine Leiste abgebildet, auf der man markiert, wie viele Punkte jeder Spieler hat. Diese Form, Punkte zu zählen, ist seitdem in vielen Spielen verwendet worden.

## Ludographie (Auswahl)
- 1974: Tempo
- 1980: Niki Lauda’s Formel 1 – Spiel des Jahres – Auswahlliste
- 1985: Abenteuer Tierwelt
- 1986: In 80 Tagen um die Erde
- 1986: Heimlich & Co. – Spiel des Jahres
- 1987: Auf Achse – Spiel des Jahres
- 1988: Forum Romanum
- 1989: Mitternachtsparty, Spiel des Jahres – Auswahlliste
- 1990: Tabaijana - Flucht von der Feuerinsel, Spiel des Jahres – Auswahlliste
- 1990: Holiday AG – 6. Platz Deutscher Spiele Preis
- 1991: Corsaro – Spiel des Jahres, Sonderpreis Kinderspiel
- 1994: Big Boss
- 1994: 6 nimmt! – Deutscher Spiele Preis
- 1996: mit Richard Ulrich: El Grande – Spiel des Jahres, Deutscher Spiele Preis
- 1998: Magalon
- 1999: mit Richard Ulrich: Die Händler – 5. Platz Deutscher Spiele Preis
- 1999: mit Michael Kiesling: Tikal – Spiel des Jahres, Deutscher Spiele Preis
- 2000: mit Michael Kiesling: Java – 9. Platz Deutscher Spiele Preis
- 2000: Piraten-Pitt – Deutscher Spiele Preis (Deutscher Kinderspiele Preis)
- 2000: mit Richard Ulrich: Die Fürsten von Florenz – 3. Platz Deutscher Spiele Preis
- 2000: mit Michael Kiesling: Torres – Spiel des Jahres, 2. Platz Deutscher Spiele Preis
- 2002: mit Michael Kiesling: Pueblo – Spiel der Spiele, 8. Platz Deutscher Spiele Preis
- 2002: mit Michael Kiesling: Mexica
- 2004: Raja – Nominiert für das Spiel des Jahres
- 2005: mit Michael Kiesling: Verflixxt! – Nominiert für das Spiel des Jahres
- 2006: mit Michael Kiesling: Celtica
- 2007: Origo
- 2007: Der Markt von Alturien
- 2007: mit Markus Lübke: Colosseum – 10. Platz Deutscher Spiele Preis
- 2008: Jürgen P.K. Grunau und Hans Raggan: Blox – Nominiert für das Spiel des Jahres
- 2008: mit Michael Kiesling: Der Schwarm
- 2009: 11 nimmt!
- 2009: Alcazar
- 2009: mit Michael Kiesling: Einauge sei wachsam
- 2010: Asara – Nominiert für das Spiel des Jahres
- 2010: mit Michael Kiesling: Tikal II: Der vergessene Tempel
- 2012: mit Michael Kiesling: Die Paläste von Carrara
- 2013: mit Michael Kiesling: Nauticus
- 2013: mit Michael Kiesling: Glück Auf
- 2014: mit Michael Kiesling: Abluxxen
- 2015: mit Michael Kiesling: Abenteuerland
- 2015: mit Michael Kiesling: Porta Nigra
- 2016: mit Reinhard Staupe: X nimmt!

## Auszeichnungen
2012 wurde er mit dem Sonderpreis zum Deutschen Spiele Preis für sein Lebenswerk ausgezeichnet.

## Schriften
Wolfgang Kramer verfasste zwei Spielebücher mit dem Schwerpunkt auf Rätsel:
- Der Palast der Rätsel: Ein Buch zum Nachdenken, Rätseln und Staunen. Hugendubel, München 1995, ISBN 3-88034-843-X.
- Das Rätsel der Pyramide: Wer löst die Geheimnisse des unterirdischen Labyrinths? Hugendubel, München 1997, ISBN 3-88034-921-5.